# چاه موتور شهید احمد اردونی
چاه موتور شهید احمد اردونی یک منطقهٔ مسکونی در ایران است که در دهستان شوسف واقع شده‌است. چاه موتور شهید احمد اردونی ۹۸ نفر جمعیت دارد.